# Sigmistes
Sigmistes es un género de peces de la familia Cottidae. Fue descrito por Cloudsley Louis Rutter en 1898.

## Especies
- Sigmistes caulias Rutter, 1898
- Sigmistes smithi L. P. Schultz, 1938